# Umberto Bossi
Umberto Bossi (Cassano Magnago, 19 september 1941) is een Italiaans politicus. Hij was oprichter en tot april 2012 leider van de Lega Nord, een separatistische partij voor Noord-Italië.

## Opleiding
Umberto Bossi studeerde aan een liceo scientifico en daarna medicijnen aan de Universiteit van Pavia. Tijdens zijn studie, in februari 1979, ontmoette hij Bruno Salvadori, leider van de Union Valdôtaine, een beweging voor autonomie voor Valle d'Aosta (Aostadal). Bossi raakte onder indruk van het autonomisme.

## Politicus
Na zijn studie was Bossi sympathisant van de Communistische Partij van Italië, maar na de dood van Salvadori bij een auto-ongeluk in 1980, werd Bossi definitief een aanhanger van de autonomiegedachte. Hij richtte zich op Lombardije en in 1982 stichtte hij Lega Lombarda, de Lombardijse Liga. Omstreeks die periode leerde hij zijn tweede vrouw, Manuela Marrone, kennen. In haar appartement was het hoofdkwartier van de Lega Lombarda gevestigd.
In 1987 werd Bossi als enige Lega Lombarda-kandidaat in de Senaat gekozen. Hij verwierf de bijnaam Il Senatur (Senator in het Lombardijse dialect).
Bossi wilde de macht van zijn nieuwe partij vergroten en ging daarom allianties aan met autonomiebewegingen in Veneto en Piëmont. Uit de samenwerking met andere, noordelijke autonomiebewegingen, ontstond Lega Nord (1991). Lega Nord streefde vanaf het begin naar verregaande autonomie, dan niet volledige onafhankelijkheid van Padanië (Noord-Italië).
Umberto Bossi werd in 1989 in het Europees Parlement gekozen.
In 1992 kwamen de eerste gevallen van ernstige corruptie onder politici naar voren. Bossi presenteerde zich vanaf dat moment als man van de 'nieuwe politiek'. Hij wees met een beschuldigende vinger naar politici als Bettino Craxi, Arnaldo Forlani e.a. Ook viel hij de bestaande partijen aan. Hij riep op om het belastinggeld dat in Noord-Italië was geïnd, niet te besteden in het zuiden. Bossi speelde de populistische kaart, door in te spelen op vooroordelen die bestaan onder Noord-Italianen, bijvoorbeeld over de vermeende luiheid van Zuid-Italianen, de bureaucratie en de macht van Rome, ‘Roma ladrona’ ('Centrum van corruptie').
Ondanks Bossi's aanvallen op corrupte politici, werd hijzelf ook veroordeeld voor corruptie en ging hij samen met de toenmalige penningmeester van de Lega Nord, Alessandro Patelli, voor acht maanden de cel in.

## Onafhankelijk Padanië
In 1994 kwam Berlusconi aan de macht. Bossi nam namens de LN zitting in de regering, maar brak een jaar later met Berlusconi die hij omschreef als 'Berluskeizer'. In de jaren daarna wijdde hij zich aan de ontwikkeling van de ideologie van de Lega Nord. In 1996 verkondigde Bossi dat het hoogste doel van de LN de onafhankelijkheid van Noord-Italië is. Noord-Italië zou een aparte staat moeten worden met de naam Padanië (genoemd naar de Latijnse naam voor de Po, padus). Volgens Bossi zijn de Noord-Italianen eigenlijk geen Romanen, maar stammen ze af van de Kelten. Het Keltendom wordt dan ook verheerlijkt door Bossi en Lega Nord-activisten. De strijder die afgebeeld staat op het logo van de Lega Nord is de mythische ridder Alberto da Giussano, die tegen Frederik Barbarossa streed in diens pogingen Italië te verenigen. Ook werd er een paramilitaire militie opgericht, de Groenhemden. In tegenstelling tot Mussolini's Zwarthemden hebben zij zich echter niet schuldig gemaakt aan geweld.
In 2001 sloot de Lega Nord zich opnieuw aan bij het Huis van de Vrijheden van Berlusconi. Ondanks het feit dat Bossi zich tot dan toe laatdunkend had uitgelaten over Berlusconi, trad hij toe tot Berlusconi's nieuwe regering als minister van Nationale Hervorming (11 juni 2001). Op 11 maart 2004 kreeg Bossi een ernstige beroerte. Bossi trad nadien af als minister. Hij werd echter in 2004 in het Europees Parlement gekozen. Sinds zijn beroerte is zijn spraak ernstig achteruitgegaan.
In 2008 werd hij weer benoemd als minister.

## Namen kinderen
Umberto Bossi heeft zijn laatstgeboren kinderen (2 zoons) politiek beladen namen gegeven. Eén draagt de naam Roberto Libertà (Roberto "Vrijheid") en Eridano Sirio (Eridano is de god van de rivier de Po).